# Or Blorian
Or Blorian (hebräisch אור בלוריאן; * 7. März 2000 in Petach Tikwa) ist ein israelischer Fußballspieler.

## Karriere

### Verein
Zur Saison 2019/20 ging Blorian von der U19 fest in den Kader der ersten Mannschaft von Maccabi Petach Tikwa über. Hier kam er direkt am 1. Spieltag der zweiten Liga zu seinem Debüt. Ab der Rückrunde kam er dauerhaft zum Einsatz und stieg mit seinem Team in die erste Liga auf. Nachdem er die Abstiegsrunde 2021/22 aufgrund einer Verstauchung des Sprunggelenks fast gänzlich verpasst hatte, wechselte er im September 2022 zu Hapoel Be’er Scheva. Für die Spielzeit 2023/24 wurde er an Hapoel Tel Aviv verliehen.

### Nationalmannschaft
Nach einigen Freundschaftsspielen mit der israelischen U16 nahm Blorian mit der U17 an einigen Qualifikationsspielen und weiteren Freundschaftsspielen teil. Nach weiteren Freundschaftsspielen mit der U18 folgten Einsätze für die U19; seit September 2020 ist er für die U21 aktiv. Mit dieser nahm er an fast allen Partien der Qualifikation für die Europameisterschaft 2023 teil und wurde auch in den folgenden Freundschaftsspielen zur Vorbereitung eingesetzt. Auch für die EM-Endrunde wurde er nominiert, kam hier jedoch zu keinem einzigen Einsatz.
Blorian wurde zwar schon mehrmals für die A-Nationalmannschaft nominiert, kam in dieser jedoch bislang noch nicht zum Einsatz.